# Super League 2004 (Cina)
La Chinese Super League 2004 è la stagione d'esordio della fondazione della Chinese Football Association Super League (中国 足球 协会 超级 联赛 o 中超), nota anche come Chinese Super League. Sponsorizzata da Siemens Mobile, è l'undicesima stagione del campionato di calcio delle associazioni professionistiche e la 45ª stagione della massima competizione nazionale per club della Cina. Il principale campionato di calcio in Cina sotto gli auspici della Federcalcio cinese, la stagione è iniziata il 15 maggio e si è conclusa il 4 dicembre, dove era previsto che nessuna squadra sarebbe retrocessa alla fine della stagione.

## Classifica finale
|                 | Pos. | Squadra              | Pt | G  | V  | N  | P  | GF | GS | DR  |
| --------------- | ---- | -------------------- | -- | -- | -- | -- | -- | -- | -- | --- |
| Cina (bandiera) | 1.   | Shenzhen Ruby        | 42 | 22 | 11 | 9  | 2  | 30 | 13 | +17 |
|                 | 2.   | Shandong Taishan     | 36 | 22 | 10 | 6  | 6  | 44 | 29 | +15 |
|                 | 3.   | Inter Shanghai       | 32 | 22 | 8  | 8  | 6  | 39 | 31 | +6  |
|                 | 4.   | Liaoning             | 32 | 22 | 10 | 2  | 10 | 39 | 40 | -1  |
|                 | 5.   | Dalian Shide (-6)    | 30 | 22 | 10 | 6  | 6  | 33 | 26 | +7  |
|                 | 6.   | Tianjin Teda         | 29 | 22 | 7  | 8  | 7  | 28 | 29 | -1  |
|                 | 7.   | Beijing Xiandai (-3) | 28 | 22 | 8  | 7  | 7  | 35 | 33 | +2  |
|                 | 8.   | Shenyang Ginde       | 26 | 22 | 7  | 5  | 10 | 23 | 29 | -6  |
|                 | 9.   | S. Guancheng         | 23 | 22 | 4  | 11 | 7  | 29 | 37 | -8  |
|                 | 10.  | Shanghai Shenhua     | 22 | 22 | 4  | 10 | 8  | 28 | 37 | -9  |
|                 | 11.  | Q. Zhongneng         | 21 | 22 | 4  | 9  | 9  | 21 | 28 | -7  |
|                 | 12.  | Chongqing Lifan      | 21 | 22 | 4  | 9  | 9  | 14 | 31 | -17 |

Legenda:
     Campione di Cina e ammessa alla fase a gironi della AFC Champions League 2005
     Ammessa alla fase a gironi della AFC Champions League 2005
Regolamento:
Tre punti a vittoria, uno a pareggio, zero a sconfitta.
La classifica viene stilata secondo i seguenti criteri:
- Punti conquistati
- Punti negli scontri diretti
- Differenza reti negli scontri diretti
- Reti realizzate negli scontri diretti
- Differenza reti generale
- Reti totali realizzate
- Classifica fair-play
- Sorteggio

## Statistiche

### Squadre

#### Capoliste solitarie
|    | ——      | ——      | ——  | —— | —— | ——       | ——       | ——       | ——       | ——       | ——       | ——       | ——       | ——  | ——       | ——       | ——       | ——       | ——       | ——       | ——       | —— |  |
|    | Shenhua | Shenhua | Dal |    |    | Shenzhen | Shenzhen | Shenzhen | Shenzhen | Shenzhen | Shenzhen | Shenzhen | Shenzhen |     | Shenzhen | Shenzhen | Shenzhen | Shenzhen | Shenzhen | Shenzhen | Shenzhen |    |  |
|    |         |         |     |    |    |          |          |          |          |          |          |          |          |     |          |          |          |          |          |          |          |    |  |
|    |         |         |     |    |    |          |          |          |          |          |          |          |          |     |          |          |          |          |          |          |          |    |  |
| 1ª | 2ª      | 3ª      | 4ª  | 5ª | 6ª | 7ª       | 8ª       | 9ª       | 10ª      | 11ª      | 12ª      | 13ª      | 14ª      | 15ª | 16ª      | 17ª      | 18ª      | 19ª      | 20ª      | 21ª      | 22ª      |    |  |

### Marcatori
| Posizione | Giocatore       | Club                    | Goal |
| --------- | --------------- | ----------------------- | ---- |
| 1         | Kwame Ayew      | Inter Shanghai          | 17   |
| 2         | Li Jinyu        | Shandong Luneng Taishan | 13   |
| 3         | Branko Jelić    | Beijing Hyundai         | 11   |
| 4         | Li Xiaopeng     | Shandong Luneng Taishan | 10   |
| 5         | Daniel Nannskog | Sichuan Guancheng       | 9    |
| 5         | Tao Wei         | Beijing Hyundai         | 9    |
| 5         | Ermin Šiljak    | Dalian Shide            | 9    |
| 6         | Djima Oyawolé   | Shenzhen Jianlibao      | 8    |
| 7         | Yu Genwei       | Tianjin Teda            | 7    |
| 7         | Alen Avdić      | Liaoning FC             | 7    |
| 7         | Guo Hui         | Liaoning FC             | 7    |
| 7         | Zé Alcino       | Inter Shanghai          | 7    |